# Antimikrobiella peptider

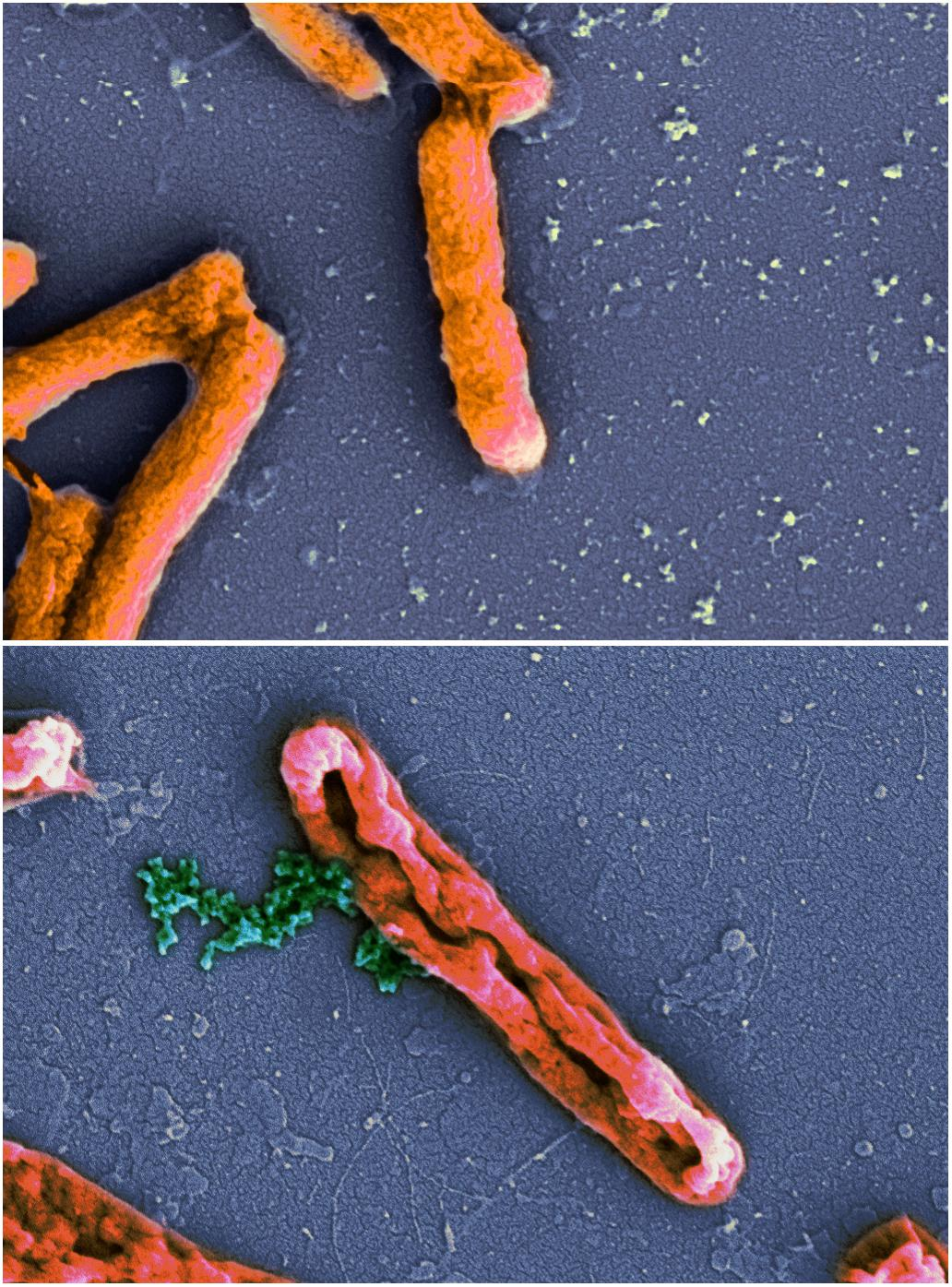
Elektronmikroskopbild av en antimikrobiell peptidsom angriper cellmembranet hos en E. coli-bakterie i 50 000 gångers förstoring. Överst: Intakt cellmembran; Nederst: nedbrutet cellmembran med läckage av bakteriens kromosomer, här grönfärgat.

Antimikrobiella peptider (AMP), även kallade host defense peptides, är en evolutionärt uråldrig och viktig del av det medfödda immunförsvaret med ett brett aktivitetsspektrum mot bakterier, virus, svampar, protozoer och cancerceller samt med immunreglerande funktion. AMP är förhållandevis små och hydrofoba molekyler och består av kedjor av 10 till 150 aminosyror, men i regel färre än 50. Den antimikrobiella effekten hos AMP tros i de flesta fall bero på dess förmåga att integrera med plasmamembran vilket leder till lysering av målcellen. Mot bakgrund av det ökande problemet med antibiotikaresistens är intresset för AMP stort för framställning av nya antimikrobiella läkemedel och det potentiella terapeutiska användningsområdet är brett.

## Struktur

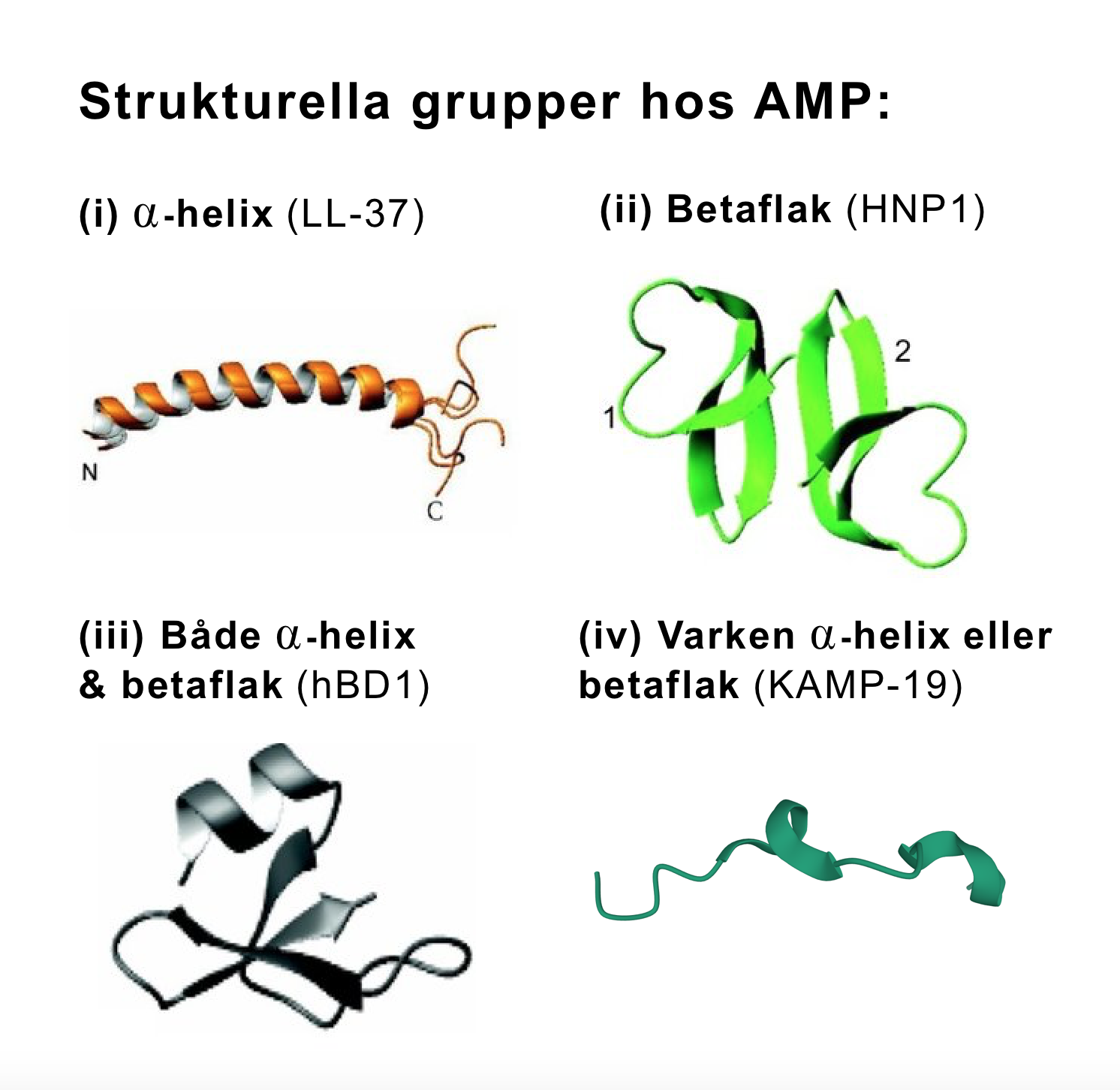
Strukturella grupper hos AMP utefter sekundärstruktur: (i) ⍺-helix (LL-37), (ii) betaflak (HNP1), både ⍺-helix & betaflak (hDB1), (iv) varken ⍺-helix eller betaflak (KAMP-19).

Antimikrobiella peptider och proteiner är en mångsidig grupp molekyler. I början av 2021 fanns det drygt 28 000 AMP registrerade i Data repository of antimicrobial peptides. De är i regel små molekyler, bestående av mellan 10 och 150  aminosyror (ofta under 50) med en vanligen nettopositiv laddning. De flesta har ett övervägande hydrofobt innehåll jämfört med vanliga peptidhormoner arrangerat i en amfipatisk struktur med både hydrofoba och hydrofila delar.
AMP grupperas ofta efter sekundärstrukturen och kan delas in i 4 grupper utifrån innehåll av: (i) ⍺-helix (exempelvis cathelicidiner, histidiner), (ii) betaflak (exempelvis ⍺-defensiner), (iii) både ⍺-helix och betaflak (exempelvis β-defensiner), (iv) varken ⍺-helix och betaflak och då ofta rika på speciella aminosyror som histidin, tryptofan, prolin, arginin (exempelvis KAMP-19), se bild. Peptider med ⍺-helixstruktur är ofta ostrukturerade i vattenlösning men antar en amfipatisk helixstruktur i kontakt med biologiska membran. Tack vare deras mer rigida struktur med disulfidbryggor är betaflakpeptider mer ordnade i vattenlösning och genomgår inte en lika drastisk strukturförändring vid kontakt med membran i jämförelse med ⍺-helixpeptider.
Det finns flera olika typer av AMP men de mest studerade familjerna av humana AMP är defensiner och cathelicidiner. Defensiner har påvisats i både djur, växter och svampar. De är positivt laddade peptider rika på cystein och innehåller betaflak stabiliserade av disulfidbryggor. Defensiner kan även delas in i ⍺-defensiner (exempelvis HNP1)  och β-defensiner (exempelvis hBD1), där β-defensiner innehåller både ⍺-helix och betaflak. Cathelicidiner finns beskrivna hos både ryggradsdjur och ryggradslösa djur. Hos människan kodar en cathelicidingen för en inaktiv prekursor i C-terminaländen av proteinet hCAP18 som bearbetas till flera peptidfragment i ⍺-helixstruktur med varierad aktivitet, varav LL-37 är den peptid som studerats mest.

## Aktivitet
AMP har påvisats erhålla både antimikrobiella och immunmodulerande funktioner vilket innebär att de både kan döda inkräktande mikrober och patogener samt trigga och reglera immunförsvarets respons mot dessa.

### Antimikrobiell aktivitet

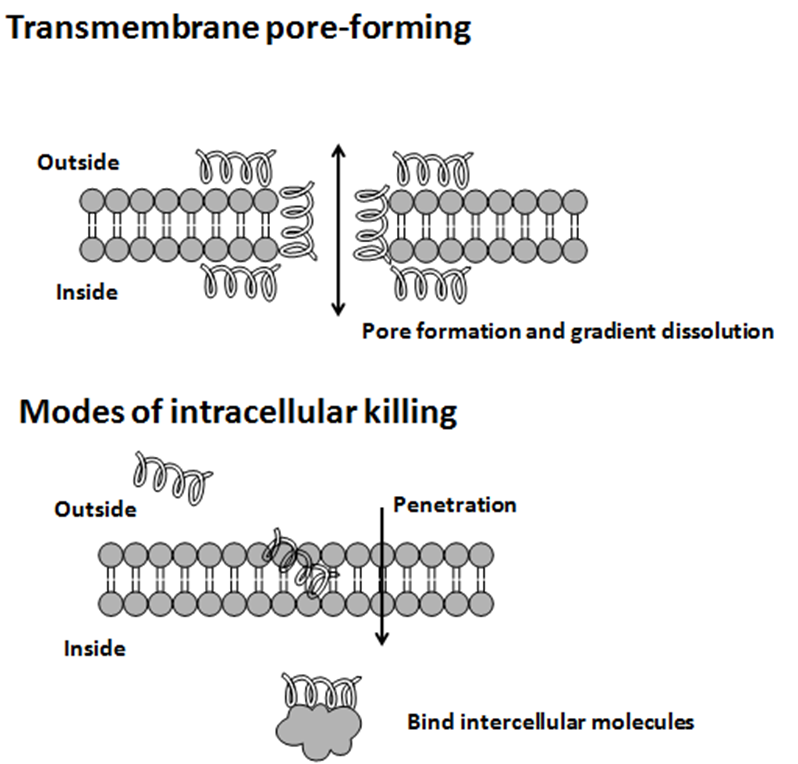
Den övre figuren visar en transmembran porformation som leder till läckage av cytoplasma. Den nedre figuren demonstrerar hur antimikrobiella peptider tar sig igenom plasmamembranet och binder till intracellulära molekyler där de exempelvis förhindrar nuklein- och proteinsyntes.

AMP verkar på flera olika sätt. Variationer i struktur och laddning påverkar hur de interagerar med inkräktande mikrober. Den vanligaste metoden de dödar mikrober med är att förstöra deras cellmembran, vilket leder till läckage av cytoplasman, medan vissa AMP agerar intracellulärt genom att istället ta sig igenom membran och hämma intracellulära funktioner, till exempel genom att blockera enzymaktivitet eller hämma cellernas protein- och nukleinsyrasyntes. Utöver att direkt döda mikrober kan de även hämma formation av biofilm och förstöra existerande biofilmer.
Antimikrobiella peptider och proteiners förmåga att kunna skilja på inkräktare och kroppens egna celler är avgörande för deras terapeutiska effekt. Selektivitet mellan bakteriella och humana celler sker tack vare signifikanta skillnader i plasmamembranens kompositioner. En fundamental skillnad är exempelvis ytladdning där många bakteriers membran tenderar att ha ett högt innehåll av fosfolipider med negativ laddning, i motsats till det extracellulära skiktet hos humana membran vilka generellt är rika på fosfolipider i zwitterjonform vilket leder till en något mer neutral laddning. Den negativa laddningen på bakterieytan anses bidra till den starka attraktionen hos de positivt laddade AMP. Vidare är humana cellmembran rika på kolesterol, medan cellmembran hos svampar istället innehåller ergosterol och bakterier inget sterol alls, vilket kan ge skillnader i stabilitet hos membranen. En ytterligare faktor som kan spela in i selektiviteten är den negativa membranpotentialen, vilken kan vara upp till 50% starkare bland prokaryoter än i däggdjursceller.
Det råder oenighet kring de exakta mekanismerna bakom aktiviteten hos AMP, men tre vanligen förekommande modeller för hur AMP förstör membran är barrel-stave modellen, toroidal-modellen och carpet-modellen. 
Barrel-stave modellen sker genom ansamlingar av antimikrobiella peptider med amfipatisk α-helixstruktur som bildar transmembrana kanaler/porer. Deras hydrofoba delar binder med membranets lipidlager i en vinkelrät formation, och de hydrofila delarna hamnar på insidan, så att en por av peptider bildas, det vill säga en öppning i membranet. Ju fler peptider som binds, desto större blir poren. Den gör att cellens cytoplasma läcker ut, vilket leder till celldöd.

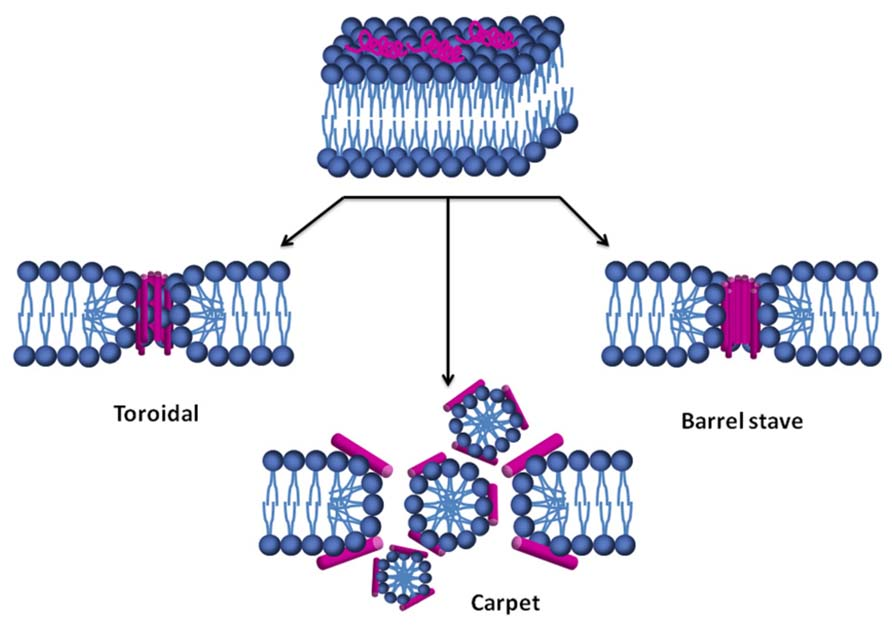
Figuren demonstrerar AMP (lila) som binder till cellmembranets fosfolipider (blå) med sin hydrofoba del. Figuren visar 3 olika modeller för hur detta sker: Toroidal-modellen, Carpet-modellen, Barrel-stave modellen.

Toroidal-modellen liknar barrel-stav modellen då de båda resulterar i porer genom membranet, men här bildar fosfolipiderna i membranet en krökning vilket leder till att poren består av både peptider och fosfolipidernas hydrofila delar. Även här resulterar detta i att cellen lyserar.
Carpet modellen är den vanligaste modellen för hur AMP löser upp cellmembran. Det sker genom att peptider kommer i kontakt med det extracellulära membranlagrets fosfolipider, där de binder med membranets yta och täcker det likt en matta. Därefter anpassas peptiderna på ytan av membranet så att deras hydrofila yta vetter mot fosfolipidgrupperna eller vattenmolekylerna. Detta bildar en krökning på membranets dubbellager som leder till att det förstörs. Vid hög koncentration av peptider ökar spänningen på membranet vilket leder till att miceller bildas. När de släpper förstörs membranet.

### Immunmodulering
AMP reagerar både på infektion och kontrollerar inflammation. En fördel med AMP jämfört med många antibiotika är att de har en förmåga att modulera immunsvar. Det vill säga, utöver att döda mikroorganismer kan de även skydda sin värd genom att aktivera en mängd olika immunreglerande mekanismer. De kan trigga inflammation genom att binda till nukleinsyror för att underlätta igenkänning av värdens DNA och RNA med hjälp av toll-like receptors (TLR), främja kemotaxis, locka till sig vita blodkroppar och modulera värdcellens lyhördhet för TLR-ligander. De kan även reducera ett immunförsvar genom att dämpa TLR-signalering och bakterie-inducerad inflammation genom att binda till bland annat bakteriers lipopolysackarider. Dock kan ett långvarigt uttryck av AMP öka värdens respons på egna nukleinsyror vilket kan leda till autoimmun sjukdomar, till exempel psoriasis och rosacea.

## Terapeutisk effekt
Forskningen och utvecklingen av AMP som ska användas i terapeutiska syften har stor fokus på att få ner tillverkningskostnaden och få dem mer stabila. En kort peptid är billigare att tillverka än en lång men de blir också mer instabila eftersom de är känsliga mot bland annat salt. En ambition är därför att göra mycket korta (4-7 aminosyror) AMP mer effektiva och selektiva genom bibehållen saltresistens och styrka.

### Fördelar med AMP som läkemedel
Ur ett farmakologiskt perspektiv är AMP intressanta då de uppfyller många kriterier för ett läkemedel:
- De har ett brett spektrum av aktivitet[23][21]
- De tycks inducera liten resistens jämfört med antibiotika[23][20]
- De kan agera i synergi med konventionella antibiotika[23]
- De kan neutralisera endotoxiner[23]

En del korta AMP kan bekämpa farliga patogener och vara effektiva mot så kallade superbakterier. Till exempel har peptiden SMAP-29 visat sig kunna bekämpa MRSA (Meticillinresistent Staphylococcus aureus), vankomycinresistenta enterokocker och multiresistent Pseudomonas aeruginosa, samtidigt som den visat sig ha mycket låg virulens mot kroppens egna celler.

### Begränsningar med AMP som läkemedel
De naturliga AMP anses inte vara lämpliga som läkemedel då de är instabila, har en hög produktionskostnad och har vissa problem med den biologiska tillgängligheten.
De begränsningar som upptäckts på de många hittills testade syntetiserade AMP vad gäller användningen som läkemedel har varit:
- Dålig selektivitet för just bakteriella cellmembran[23][25]
- Risk för Hemolys[23]
- Toxicitet[22]
- Låg stabilitet för proteasnedbrytningen in vivo[22]
- Låg vattenlöslighet[23]
- Produktionskostnader[23][22]

vilket har gjort att de flesta AMP inte visat sig vara bättre än nuvarande behandlingar och därför har underkänts som läkemedel.

### Utvecklingen av AMP som läkemedel
Peptidhärmande substanser inklusive β-peptider, D-enantiomera varianter och peptoider, har resulterat i en uppsjö av substanser med peptidliknande struktur och ökad stabilitet. Captopril är ett lyckosamt exempel på en sådan substans som har använts sedan 1980-talet för behandling av hypertoni och kronisk hjärtsvikt. Vid utvecklingen av vaccin används även mycket korta AMP som bland annat immunmodulatorer.
Behandling med hjälp av AMP har hittills begränsats till hud- och vävnadsinfektioner på grund av stabilitets- och toxicitetsproblem. Forskare fortsätter att undersöka olika peptidmallar för att utveckla den antimikrobiella effekten.

### AMP som nanomaterial
Eftersom AMP är känsliga för fysiska stimuli är de intressanta både för läkemedelsindustrin och för tillämpningsområden som biomaterial. Denna känslighet är en förutsättning för att man ska kunna kontrollera deras verkan.
AMP kan spontant ansamlas och bilda specifikt definierade nanostrukturer. Det är de intermolekylära interaktionerna hos aminosyrorna som de självmonterande AMP utgörs av som bestämmer hur strukturen ska se ut. Temperatur, pH, jonstyrka och närvaro av specifika enzymer är exempel på fysiska stimuli som påverkar nanostrukturen.
Hydrogel är ett bra exempel på hur AMP kan användas medicinskt genom applicering på sår. Aminosyrasekvensen bestämmer om AMP i en hydrogel bildar nanofibrer eller nanorör.
Den hydrofoba egenskapen är viktig för huruvida en AMP kan självmontera. Eftersom denna egenskap går att kontrollera blir AMP intressanta att använda som biofunktionella nanomaterial. De kan då utformas och utvecklas för specifika funktionskrav. Detta gör att de har en mycket stor potential inom infektionsbehandling och förebyggande åtgärder mot infektion.
På grund av biokompatibiliteten, den antimikrobiella aktiviteten, den biologiska nedbrytbarheten och att de har många kemiska grupper går det att anpassa egenskaperna hos AMP med avseende på till exempel mekanisk hållfasthet, stabilitet och hydrogelbildning. De är därför ideala som nanomaterial.

## Bakteriell resistens
Bakterier och andra patogena organismer har utvecklat olika system för att motstå effekten av AMP. Vissa mikrober utvecklar resistens genom produktion av proteaser som bryter ner AMP innan de hinner verka eller enzymer som blockerar dess funktion. Bakteriell resistens mot AMP är även kopplat till strukturella förändringar som förhindrar den initiala interaktionen med bakterieytan. Med hjälp av olika strategier och mekanismer kan bakterier modifiera sitt membran för att ändra dess laddning och minska attraktion och infogning av AMP. Bakterier kan även avlägsna AMP från bakteriemembranet exempelvis med hjälp av effluxpumpar då AMP har lyckats fästa sig till det membranet. Det kan dock vara svårt för mikrober att behålla membranfunktion och strukturell integritet om större modifieringar görs, vilket kan vara en av förklaringarna till varför en omfattande resistens mot AMP inte har observerats.
Cellhöljesstrukturerna hos de grampositiva och gramnegativa bakterierna är olika, därmed tillämpar de olika strategier för att modifiera sin cellyta för att motstå AMP. Detta kan ske genom förlust av ytladdningar i det gramnegativa yttre membranet genom utbyten av lipopolysackarider eller inkorporering av D-alanin till teikosyror i den grampositiva cellväggen. En del bakterier medierar även resistens mot AMP genom att begränsa dess aktivitet mot intracellulära mål som till exempel enzymer, mitokondrier och ribosomer. Vissa bakterier kan även minska fluiditeten i dess membran genom ett ökat hydrofobt innehåll av Lipid A-acetylsvansar vilket antas fördröja eller helt motverka infogning och porbildning av AMP.
Resistens kan utvecklas naturligt, men risken för utveckling av resistens ökar betydligt vid användning av farmaceutiska kopior av antimikrobiella peptider. De AMP som används som läkemedel för att behandla medicinska problem kan förorsaka resistens mot den medicinska applikationen och även mot peptidernas fysiologiska funktion. Genom ökad kunskap om resistensmekanismerna och den biologiska, biomedicinska betydelsen av AMP kan det bli möjligt att upptäcka nya läkemedel för att komma runt de omfattande problem som antibiotikaresistens medför idag vid behandling av infektionssjukdomar.